# Secretaría Nacional de Ciencia y Tecnología (Uruguay)
La Secretaría Nacional de Ciencia y Tecnología (SNCYT) fue un organismo dependiente de la Presidencia de la República cuyo cometido fundamental era la formulación de las políticas y estrategias para la promoción de la investigación y la innovación en todas las áreas del conocimiento. La SNCYT fue creada en 2015 y su primer titular fue nombrado el 19 de marzo de 2018.Fue eliminada en 2020.

## Historia
En diciembre de 2016 el presidente de la república instruyó a la ministra de Educación y Cultura María Julia Muñoz, que con el apoyo de la Academia Nacional de Ciencias del Uruguay, realmente pusiera en funcionamiento la Secretaría en 2017.
En noviembre de 2017 Eduardo Manta, doctor en química y secretario de la Academia Nacional de Ciencias, fue designado como Secretario Nacional de Ciencia y Tecnología, no obstante, la toma de posesión del cargo no se hizo efectiva hasta marzo de 2018.
|   | Secretario         | Formación         | Período                                     |
| - | ------------------ | ----------------- | ------------------------------------------- |
| 1 | Eduardo Manta Ares | Doctor en Química | 19 de marzo de 2018 - 29 de febrero de 2020 |

Esta Secretaría nunca tuvo presupuesto asignado en el presupuesto quinquenal. Con el cambio de gobierno del 2020, la Secretaría fue eliminada, transfiriéndose sus funciones y competencias a una Dirección del Ministerio de Educación y Cultura.

## Cometidos
- Proponer al Poder Ejecutivo objetivos, políticas y estrategias para la promoción de la investigación y la innovación en todas las áreas del conocimiento, aportando un enfoque científico al diseño, implementación y evaluación de las políticas públicas:[5]
- Detectar necesidades y promover el desarrollo de capacidades tanto humanas como de infraestructura en ciencia, tecnología e innovación, articulando con las instituciones respectivas.
- Coordinar las actividades con la Secretaría de Transformación, Productiva y Competitividad para asegurar un ámbito y una visión integral para la elaboración de propuestas al Poder Ejecutivo.
- Seguimiento y evaluación permanentes de las acciones ejecutadas, elaborando informes para su remisión al Consejo de Ministros.
- Promover la detección de problemas sanitarios, productivos y sociales, facilitando la propuesta de soluciones a través de la generación y aplicación de conocimientos desde centros especializados.